# Pluto och sorken
Pluto och sorken (engelska: Pluto and the Gopher) är en amerikansk animerad kortfilm med Pluto från 1950.

## Handling
Pluto försöker skydda Mimmi Piggs trädgård från en envis sork; något som också innebär att trädgården av misstag blir förstörd.

## Om filmen
Filmen hade svensk premiär den 5 mars 1951.
Filmen har givits ut på VHS och DVD och är dubbad till svenska.

## Rollista
- Pinto Colvig – Pluto, sorken
- Ruth Clifford – Mimmi Pigg[8]